# ウィリアム・チェットウィンド (第4代チェットウィンド子爵)
第4代チェットウィンド子爵ウィリアム・チェットウィンド（英語: William Chetwynd, 4th Viscount Chetwynd、1721年11月25日 – 1791年11月12日）は、グレートブリテン王国の貴族、政治家。1747年から1754年まで庶民院議員を務めた。

## 生涯
第3代チェットウィンド子爵ウィリアム・チェットウィンドと妻オノラ（Honora、1726年9月5日没、ウィリアム・ベイカーの娘）の息子として、1721年11月25日に生まれ、12月21日にセント・マーティン・イン・ザ・フィールズで洗礼を受けた。1728年から1737年までウェストミンスター・スクールで教育を受けた後、1737年12月2日にオックスフォード大学ハート・ホールに入学した。
1747年イギリス総選挙でウェールズ公フレデリック・ルイスの推薦を受けてストックブリッジ選挙区で当選した。1754年イギリス総選挙には出馬せず、議員を退任した。
1770年4月3日に父が死去するとチェットウィンド子爵位を継承した。父にあたる3代子爵と伯父にあたる2代子爵に相続廃除されたこともあり、第2代ゴア伯爵グランヴィル・ルーソン＝ゴアの推薦で800ポンドの年金を与えられた。しかし4代子爵は1773年に妻と別居してアイルランドに引っ越し、同年10月14日にアイルランド貴族院議員に就任した。ゴア伯爵は1781年12月の手紙で年金が4代子爵一人ではなくチェットウィンド一家に与えられたものであり、過去18か月間で4代子爵が妻に25ポンドしか与えなかったと主張し、1782年には年金が4代子爵と妻の間で折半された。
1791年11月12日にダブリンのドニーブルック・グリーンで死去、クライストチャーチ大聖堂に埋葬された。息子リチャードが爵位を継承した。

## 家族
1751年10月28日、スザンナ・コープ（Susannah Cope、1790年3月3日没、初代準男爵サー・ジョナサン・コープの娘）と結婚、5男3女をもうけた。
- ウィリアム（1753年1月26日 – 1779年 セントルシア[1]）
- ジョン・ウィットモア（1754年2月10日 – 1788年11月 ジャマイカ[1]）
- ジョナサン（1755年と1756年の間） - 夭折[1]
- リチャード（1757年9月29日 – 1821年2月27日） - 第5代チェットウィンド子爵[1]
- グランヴィル・アンソン（1758年9月25日 – 1834年12月2日） - 1783年7月29日、マーサ・ステイプルトン（Martha Stapylton、1822年11月20日没、ヘンリー・ステイプルトンの娘）と結婚、子供あり[5]
- スザンナ（1762年5月26日 – 1818年10月6日） - 1782年、マンビー・ゴールバーン（Munbee Goulburn、1793年11月9日没）と結婚[5]
- アンダーレクティア・クラリッサ（Anderlechtia Clarissa、1765年4月7日[5] – 1855年6月3日） - 1806年5月2日、ロバート・シーモア卿（英語版）（初代ハートフォード侯爵フランシス・シーモア＝コンウェイの息子）と結婚[6]